# Società Sportiva Sambenedettese Calcio 2007-2008
Questa pagina raccoglie le informazioni riguardanti la Società Sportiva Sambenedettese Calcio nelle competizioni ufficiali della stagione 2007-2008.

## Rosa
| N. |                      | Ruolo | Calciatore          |
| -- | -------------------- | ----- | ------------------- |
|    | Argentina (bandiera) | A     | Luis Maria Alfageme |
|    | Italia (bandiera)    | A     | Fabio Alteri        |
|    | Italia (bandiera)    | P     | Gabriele Bartoletti |
|    | Italia (bandiera)    | P     | Giacomo Bindi       |
|    | Italia (bandiera)    | D     | Arnaldo Bonfanti    |
|    | Italia (bandiera)    | D     | Alessandro Camisa   |
|    | Italia (bandiera)    | C     | Valerio Carboni     |
|    | Italia (bandiera)    | A     | Vittorio Caselli    |
|    | Italia (bandiera)    | C     | Michael Cia         |
|    | Italia (bandiera)    | A     | Davis Curiale       |
|    | Italia (bandiera)    | D     | Francesco Ferrini   |
|    | Italia (bandiera)    | C     | Filippo Forò        |
|    | Italia (bandiera)    | A     | Andrea Galeotti     |
|    | Italia (bandiera)    | C     | Davide Giorgino     |
|    | Italia (bandiera)    | C     | Roberto Iacoponi    |
|    | Italia (bandiera)    | D     | Ivan Loseto         |
|    | Italia (bandiera)    | C     | Domenico Marino     |

| N. |                       | Ruolo | Calciatore         |
| -- | --------------------- | ----- | ------------------ |
|    | Italia (bandiera)     | D     | Davide Moi         |
|    | Italia (bandiera)     | A     | Emanuele Morini    |
|    | Montenegro (bandiera) | C     | Nikola Olivieri    |
|    | Italia (bandiera)     | C     | Ottavio Palladini  |
|    | Italia (bandiera)     | D     | Danilo Pistillo    |
|    | Italia (bandiera)     | A     | Cristian Romanelli |
|    | Italia (bandiera)     | D     | Michele Santoni    |
|    | Italia (bandiera)     | D     | Andrea Servi       |
|    | Italia (bandiera)     | C     | Danilo Soddimo     |
|    | Italia (bandiera)     | C     | Luigi Stillo       |
|    | Italia (bandiera)     | A     | Fabio Tinazzi      |
|    | Italia (bandiera)     | D     | Giacomo Tulli      |
|    | Italia (bandiera)     | D     | Axel Vicentini     |
|    | Italia (bandiera)     | A     | Alberto Villa      |
|    | Italia (bandiera)     | P     | Stefano Visi       |
|    | Italia (bandiera)     | C     | Fabio Visone       |
|    | Italia (bandiera)     | C     | Leandro Vitiello   |

## Risultati

### Campionato

#### Girone di andata
| 26 agosto 2007 1ª giornata | Sambenedettese | 1 – 3 | Salernitana |  |

| 3 settembre 2007 2ª giornata | Taranto | 1 – 0 | Sambenedettese |  |

| 9 settembre 2007 3ª giornata | Sambenedettese | 1 – 1 | Lanciano |  |

| 16 settembre 2007 4ª giornata | Pescara | 4 – 1 | Sambenedettese |  |

| 24 settembre 2007 5ª giornata | Sambenedettese | 1 – 1 | Sorrento |  |

| 30 settembre 2007 6ª giornata | Martina | 1 – 1 | Sambenedettese |  |

| 8 ottobre 2007 7ª giornata | Sambenedettese | 1 – 0 | Lucchese |  |

| 14 ottobre 2007 8ª giornata | Sambenedettese | 0 – 1 | Perugia |  |

| 21 ottobre 2007 9ª giornata | Arezzo | 0 – 0 | Sambenedettese |  |

| 29 ottobre 2007 10ª giornata | Sambenedettese | 0 – 0 | Crotone |  |

| 1 novembre 2007 11ª giornata | Pistoiese | 1 – 0 | Sambenedettese |  |

| 5 novembre 2007 12ª giornata | Gallipoli | 4 – 0 | Sambenedettese |  |

| 12 novembre 2007 13ª giornata | Sambenedettese | 2 – 1 | Juve Stabia |  |

| 18 novembre 2007 14ª giornata | Potenza | 1 – 1 | Sambenedettese |  |

| 25 novembre 2007 15ª giornata | Sambenedettese | 0 – 0 | Massese |  |

| 3 dicembre 2007 16ª giornata | Ancona | 1 – 1 | Sambenedettese |  |

| 9 dicembre 2007 17ª giornata | Sambenedettese | 3 – 1 | Sangiovannese |  |

#### Girone di ritorno
| 16 dicembre 2007 18ª giornata | Salernitana | 1 – 0 | Sambenedettese |  |

| 23 dicembre 2007 19ª giornata | Sambenedettese | 2 – 0 | Taranto |  |

| 14 gennaio 2008 20ª giornata | Virtus Lanciano | 1 – 0 | Sambenedettese |  |

| 21 gennaio 2008 21ª giornata | Sambenedettese | 2 – 0 | Pescara |  |

| 3 febbraio 2008 22ª giornata | Sorrento | 1 – 1 | Sambenedettese |  |

| 10 febbraio 2008 23ª giornata | Sambenedettese | 2 – 0 | Martina |  |

| 17 febbraio 2008 24ª giornata | Lucchese | 2 – 1 | Sambenedettese |  |

| 24 febbraio 2008 25ª giornata | Perugia | 1 – 0 | Sambenedettese |  |

| 10 marzo 2008 26ª giornata | Sambenedettese | 3 – 3 | Arezzo |  |

| 16 marzo 2008 27ª giornata | Crotone | 3 – 0 | Sambenedettese |  |

| 22 marzo 2008 28ª giornata | Sambenedettese | 2 – 1 | Pistoiese |  |

| 31 marzo 2008 29ª giornata | Sambenedettese | 3 – 2 | Gallipoli |  |

| 6 aprile 2008 30ª giornata | Juve Stabia | 0 – 1 | Sambenedettese |  |

| 13 aprile 2008 31ª giornata | Sambenedettese | 0 – 0 | Potenza |  |

| 20 aprile 2008 32ª giornata | Massese | 2 – 1 | Sambenedettese |  |

| 27 aprile 2008 33ª giornata | Sambenedettese | 0 – 0 | Ancona |  |

| 4 maggio 2008 34ª giornata | Sangiovannese | 1 – 1 | Sambenedettese |  |